# 霍約瑟
霍約瑟主教（英文：The Right Reverend Joseph Charles Hoare, D.D.，1851年11月15日—1906年9月18日），維多利亞主教、聖保羅書院校長，同時亦積極傳道，尤其重視新界各區的傳道工作。
霍約瑟出生於一個教會的家庭，他的父親是霍爾牧師(Revd. E. Hoare)，坎特伯雷大教堂的名譽牧師。他曾就讀於湯布里奇學校(Tonbridge School)和劍橋大學聖三一書院。1875年，他在湯布里奇聖三一教堂任牧師。
在1878年至1898年，霍約瑟在浙江寧波在三一书院内附设的三一神道院担任校長。他的最後職位是作香港維多利亞教區主教、聖保羅書院校長。 
1899年，霍約瑟打算仿照拔萃書室的模式來設立一所女校，以收錄本地混血及歐裔女生。這個計劃隨即得到支持，1900年，拔萃女書院正式在般咸道玫瑰行成立，史及敦(E. D. Skipton)被任命為首位校長。
1906年9月18日，他與4位神學生賀道培、鄭容枝、梁芹波、王挺生在乘船往屯門佈道途中遇上颱風(丙午風災)。颶風時間雖然不長，但十分猛烈，天文台當時又無警號或預告，結果佈道船被打沉，霍約瑟主教嘗試拯救船上各人，結果葬身大海，而最後全船僅餘兩位船員生還，四位神學生悉數罹難。此事件之紀念碑石至今仍置於會督府內。
霍約瑟噩耗傳來，女拔萃校長史及敦將此日定為Founder’s Day，每年加以紀念。甚至1921年退休返英後，史及敦每年仍會捐一筆款項，用於舉辦Founder’s Day的紀念活動，直到1941年為止。香港重光後，女拔萃繼續舉辦Founder’s Day活動，直至1949年。根據女拔萃校刊中的校曆，1950年9月18日不再稱為Founder’s Day，而是在該日慶祝「九十週年校慶」。此時的女拔萃已不僅以拔萃書室先行者的曰字樓女館之後裔自居，更視曰字樓女館為校史之一部份。然而隨著Founder’s Day的消失，霍約瑟的創校功績從此也埋沒不彰。2023年，陳慕華撰成女拔萃校史"Daily Giving Service：A History of the Diocesan Girl's School"，霍約瑟的開創功績才再度提及。